# Alchemilla strigosula
Alchemilla strigosula är en rosväxtart som beskrevs av Robert Buser och C. Dc.. Alchemilla strigosula ingår i släktet daggkåpor, och familjen rosväxter. Inga underarter finns listade i Catalogue of Life.